# Superman Returns
Superman Returns ist eine Comicverfilmung des US-amerikanischen Regisseurs Bryan Singer aus dem Jahr 2006. Der Science-Fiction-Film wurde u. a. von Warner Bros., Legendary Pictures, DC Comics, und Bad Hat Harry Productions produziert. Superman Returns bezieht sich teilweise inhaltlich, teilweise das Design betreffend auf die Vorgänger, ohne sich exakt an sie zu halten. Thematisiert wird die Rückkehr Supermans auf die Erde nach mehrjähriger Abwesenheit. Dort muss er versuchen, sich sowohl im Privatleben als auch mit seiner Superhelden-Identität erneut in die Gesellschaft einzugliedern. Der Film kam am 28. Juni 2006 in die US-amerikanischen Kinos. In Deutschland war am 17. August 2006 Premiere.
Der Film ist Teil des Arrowverse und spielt auf Erde 96, denn Brandon Routh hat als Superman einen Gastauftritt in drei Folgen des 2019–2020 auf The CW ausgestrahlten Crossovers Crisis on Infinite Earths.

## Handlung
Nachdem Superman die Überreste seines zerstörten Heimatplaneten Krypton erforscht und erkannt hat, dass er der einzige Überlebende ist, kehrt er zur Erde zurück. Aufgrund seiner fünfjährigen Abwesenheit fällt es ihm schwer, seinen Platz in einer Gesellschaft wiederzufinden, die gelernt hat, ohne Superman zu überleben. Der vergessene Superheld sieht seine verwitwete Adoptivmutter Martha Kent wieder, um die sich inzwischen der gleichaltrige Ben Hubbard kümmert. Martha hat beschlossen, die Farm zu verkaufen, auf der Clark groß geworden ist. In Rückblenden erinnert er sich an die Entdeckung seiner Superkräfte im Teenager-Alter.
Als Superman seine bürgerliche Existenz als Reporter Clark Kent bei der Tageszeitung Daily Planet wieder aufnehmen will, muss er schmerzlich erkennen, dass es auch im Leben seiner Arbeitskollegin Lois Lane keinen Platz mehr für ihn zu geben scheint. Sie ist inzwischen mit Richard White liiert und hat einen Sohn namens Jason. Außerdem ist sie Verfasserin des Artikels „Warum die Welt Superman nicht braucht“ und soll dafür den Pulitzer-Preis verliehen bekommen. Als Superman einen Flugzeugabsturz gerade noch verhindern kann, tritt er erstmals wieder in der Öffentlichkeit auf, und seine Rückkehr stößt auf allgemeine Begeisterung. Auch Lois scheint einer erneuten Anbahnung mit dem Superhelden nicht abgeneigt zu sein, trotz ihres zuvor verfassten Artikels und ihrer Beziehung mit Richard. Nach anfänglicher Skepsis und Wut, weil Superman sie und die Welt verlassen hat, ohne sich zu verabschieden, nimmt sie seine Entschuldigung schließlich an.
Während Superman in seiner Identität als Clark versucht, die emotionale Distanz zwischen Lois und sich zu verringern und nebenbei seinen Pflichten als Superheld nachzukommen, wird sein langjähriger Erzfeind Lex Luthor wieder aktiv. Der wird nach seiner Entlassung aus dem Gefängnis durch Erbschleicherei zum Multimilliardär und versammelt eine Schar von Kriminellen um sich, um Superman ein für alle Mal zu vernichten und sich nebenbei die Welt untertan zu machen. Sein Plan ist es, die Kristalle, die er während Supermans Abwesenheit aus dessen Festung der Einsamkeit in der Arktis gestohlen hat, mit ebenfalls gestohlenem Kryptonit zu verbinden, dem einzigen Material, das Superman etwas anhaben kann. Damit will er im Atlantik eine Insel entstehen lassen, die durch ihre Landmasse die Vereinigten Staaten überfluten und so Millionen von Toten nach sich ziehen würde. Während eines von Luthor durchgeführten Experiments mit einem winzigen Kristallstück kommt es in Metropolis kurzzeitig zu einem weitflächigen Stromausfall aller elektronischen Geräte, was auch der Grund für den Flugzeugabsturz war.
Lois hat es inzwischen geschafft, Luthors Villa als den Ursprungsort des Stromausfalls ausfindig zu machen, weiß allerdings nicht, dass sie ihm gehört.
Am Tag der Pulitzer-Preis-Verleihung fährt sie mit ihrem Sohn Jason dorthin, um der Sache nachzugehen. Ihre Neugier verschlägt sie auf das nahe ankernde Schiff, wo sie von Luthor überrascht und als Gefangene mit aufs Meer genommen werden. Nach einer kurzen Unterredung mit Luthor wird angedeutet, dass Jason empfindlich auf das Kryptonit in Luthors Hand reagiert. Der setzt seinen Plan in die Tat um und schießt den von ihm bearbeiteten Kristall ins Meer, woraufhin dieser zu wachsen beginnt. Lois kann heimlich ein Fax an den Daily Planet schicken und die Koordinaten ihres Standorts durchgeben. Brutus, ein Mitarbeiter Luthors, greift sie an, doch Jason wirft ein Piano auf ihn und tötet ihn dadurch. Richard macht sich mit einem Wasserflugzeug auf die Suche, und auch Superman fliegt dorthin. Die Entstehung der Kristall-Insel löst gewaltige Erdbeben aus, die Metropolis bedrohen. Superman fliegt zunächst in die Stadt zurück, um sie und ihre Bewohner vor Schaden zu bewahren. Mittlerweile befreit Richard Lois und Jason, das Schiff wird jedoch durch die stetig wachsende Insel beschädigt und droht zu sinken. Superman rettet die Drei schließlich, bringt sie zum Wasserflugzeug und sucht nach Luthor.
Als er ihn findet, versagen seine Kräfte durch das Kryptonit, aus dem die Insel besteht. Luthors Männer nutzen den Moment der Schwäche aus und traktieren den wehrlosen Superhelden mit Tritten und Schlägen, so dass dieser zu Boden geht. Luthor kostet den Moment des Triumphes aus, bevor er Superman einen Kryptonitsplitter in den Körper rammt, so dass dieser bewusstlos ins Meer stürzt. Lois, Richard und Jason kehren mit dem Wasserflugzeug zur Insel zurück, um Superman zu helfen. Jason entdeckt ihn als Erster, wie er im Meer treibt und zu ertrinken droht. Lois gelingt es, den geschwächten Superhelden zu bergen und den Kryptonitsplitter zu entfernen. Durch die Kraft der Sonne regenerieren sich Supermans Kräfte. Mit seinem Hitzeblick trennt er die künstliche Insel vom Meeresgrund und trägt sie in den Weltraum, wobei große Teile von ihr abbrechen und das Kryptonit freilegen. Luthor kann mit seiner Geliebten Kitty flüchten, doch seine Komplizen sterben durch herabfallende Kristallfelsen. Bevor Luthor abhebt, wirft Kitty die restlichen Kristallsplitter aus dem Helikopter, so dass Luthor sie nicht mehr missbrauchen kann.
Nachdem Superman die Insel mit letzter Kraft in den Weltraum gestoßen hat, verlassen ihn durch das Kryptonit erneut die Kräfte. Er stürzt über Metropolis ab und schlägt in einem Park auf. Mit Herzstillstand wird er in ein Krankenhaus eingeliefert. Zunächst können ihm die Ärzte nicht helfen, bis sie erkennen, dass immer noch ein Stück Kryptonit in seinem Körper steckt, das ihn lähmt. Der Splitter wird entfernt und sein Herz zeigt wieder Tätigkeit, doch Superman liegt noch im Koma. Lex Luthor und Kitty sitzen auf einer kleinen und einsamen Insel fest. Lois Lane erhält als Einzige die Genehmigung, mit ihrem Sohn den kranken Superhelden zu besuchen. Jason drückt seine Zuneigung zu Superman mit einem Kuss auf dessen Stirn aus. Kurze Zeit später erholt sich Superman und verlässt das Krankenhaus ungesehen. Ihm ist plötzlich bewusst geworden, dass Jason sein eigener Sohn sein muss. Als Lois später an ihrem neuen Artikel „Warum die Welt Superman braucht“ arbeitet, wird sie von Superman besucht, der ihr verspricht, immer in der Nähe zu sein. Dann verlässt er Lois, Richard und Jason, damit die Familie nicht getrennt wird. Die letzte Szene zeigt Superman, wie er im Weltraum an der Erde vorbeifliegt, ähnlich, wie er es in den vorherigen Teilen der Serie auch tat.

## Verworfene Szenen
Bereits 1988 begannen die Planungen für einen fünften Superman-Film, und man hatte vor, 45 Minuten des unverwendeten Materials aus dem Vorgängerfilm einzusetzen. Christopher Reeve sollte dabei wieder den Superhelden verkörpern. So gab es einen Kampf zwischen Superman und Nuclear Man, dessen Dreh ursprünglich sechs Millionen US-Dollar gekostet haben soll.
Ursprünglich war im Drehbuch vorgesehen, zu Beginn des Films Supermans Anwesenheit im Weltraum zu zeigen. Dem Zuschauer sollte bewusst werden, was Superman dorthin verschlug und wonach er suchte. Damit sollte eine Brücke zum Filmende von Superman II – Allein gegen alle geschlagen werden. Es waren bereits 20 Minuten für diese Szenen gedreht worden, später wurden sie jedoch aus Zeitgründen nicht in den fertigen Film aufgenommen. Auch auf den DVD-Fassungen ist die Vorgeschichte nicht enthalten, in der Comic-Adaption kommt der Abschnitt zu Beginn vor.
Die kleine Nebengeschichte um Supermans Ziehmutter Martha Kent wird im Film ebenfalls nicht thematisiert, sondern taucht nur im Comic zum Film und teilweise in der erweiterten Sonderedition auf. Nach Vorlage des Originaldrehbuchs sollte Clark bei einem Besuch auf der Kent-Farm von der Beziehung seiner Mutter mit Ben Hubbard erfahren – so auch in einer Zusatzszene der Sonderedition zu sehen. Martha sollte ihm erklären, dass sie die Farm aufgeben und nach Montana ziehen werde. Da dieser Handlungsstrang für den weiteren Verlauf der Geschichte jedoch nicht relevant war, wurde er nicht in die Kinofassung aufgenommen. Somit konnte man sich zusätzlich die Option über den Lebensverlauf Martha Kents in einer möglichen Fortsetzung offen halten.
In einem Interview mit der Washington Post erzählte Regisseur Bryan Singer von seiner frühen Idee, den Terroranschlag auf das World Trade Center vom 11. September 2001 thematisch aufzugreifen, indem er eine Szene mit Superman am Ground Zero drehen wollte. Dieser sollte bei Sonnenaufgang betroffen auf den leeren Platz schauen mit den Worten: „Wäre ich hier gewesen, wäre dies vielleicht nicht passiert“. Die Idee wurde jedoch verworfen.
In der Comic-Adaption wird zudem nicht erwähnt oder angedeutet, dass Jason Supermans Sohn ist. Als Lois zusammen mit ihrem Sohn von Lex Luthor in der Schiffskombüse eingeschlossen wird, sprengt sie sich mit Hilfe eines von Lex zuvor zugeworfenen Sprengstoffs frei, dabei wird aber das Schiff schwer beschädigt, sodass es zu sinken beginnt.

## Entstehungsgeschichte

### Filmversion von Tim Burton und Brett Ratner
Seit die Filmreihe aufgrund der schlechten Einspielergebnisse des letzten Teils Superman IV – Die Welt am Abgrund eingestellt wurde, hatte das Filmstudio Warner Bros. mehr als zehn Jahre lang versucht, eine Fortsetzung zu inszenieren. Mitte der 1990er-Jahre wurden Drehbuchautor Kevin Smith und Regisseur Tim Burton damit beauftragt, unter dem Arbeitstitel Superman Reborn bzw. Superman Lives Nicolas Cage in der Rolle des Titelhelden zu inszenieren. Für den Part der Lois Lane wurde Sandra Bullock verpflichtet, während Jack Nicholson Supermans Erzfeind Lex Luthor verkörpern sollte. Als voraussichtlicher Kinostart des Films wurde der Sommer 1999 festgesetzt. Smith war aber schon bald unzufrieden mit der Arbeit von Burton, der wiederum mit dem vorgelegten Filmskript unglücklich war und plante, es von Drehbuchautor Andrew Kevin Walker umschreiben zu lassen. Smith hatte sich an der von DC Comics 1993 herausgebrachten Superman-Serie orientiert, in welcher der Titelheld durch eine genetisch veränderte Kreatur namens Doomsday getötet wird und später stärker denn je zum Leben erwacht. Ebenfalls erschwert wurde die Arbeit von Filmproduzent Jon Peters, der mit befremdlichen Ideen auf das Drehbuch Einfluss nahm. Weitere Gründe, die das Filmprojekt scheitern ließen, waren die hohen Kosten in der Vorproduktion, sowie Warner Bros.’ Unwille, den Film zur selben Zeit zu veröffentlichen wie George Lucas’ Star Wars: Episode I – Die dunkle Bedrohung vom konkurrierenden Filmstudio 20th Century Fox.
In den kommenden Jahren wurden Namen wie Michael Bay, Robert Rodriguez und Oliver Stone mit dem Projekt in Verbindung gebracht. Das Filmstudio Warner Bros. entschloss sich schließlich gegen Kevin Smiths Filmskript und engagierte Drehbuchautor J. J. Abrams, der sich als Schöpfer für Fernsehserien wie Alias – Die Agentin verantwortlich gezeigt hatte. Im Jahr 2001 wurde der US-Amerikaner Brett Ratner für die Regie verpflichtet, der den Film auf Basis von Abrams Drehbuch inszenieren sollte. Für die Titelrolle kamen die Schauspieler Matthew Bomer, David Boreanaz, Henry Cavill, Brendan Fraser, Josh Hartnett, Ashton Kutcher, Jerry O’Connell, Ian Somerhalder und Paul Walker in die engere Wahl. Nachdem sich die Führungskräfte der Warner Bros. für keinen geeigneten Kandidaten entscheiden konnten, verließ Ratner entnervt das Filmprojekt. Anthony Hopkins, der für die Rolle des Jor-El verpflichtet worden war, tat es dem Regisseur gleich.
Nach Ratners Ausscheiden wurde durch den Erfolg von 3 Engel für Charlie (2000) der Filmemacher Joseph McGinty Nichol alias McG für den Regie-Posten verpflichtet. McG ließ für die Hauptrollen Jason Behr und Jared Padalecki als Superman und Scarlett Johansson als Lois Lane vorsprechen. Bald warf er jedoch wegen kreativer Differenzen und Probleme mit dem Budget ebenso wie seine Vorgänger das Handtuch, um 3 Engel für Charlie – Volle Power (2003) in Angriff zu nehmen. Daraufhin wurde kurzzeitig Wolfgang Petersen mit dem Projekt in Verbindung gebracht. Im Jahr 2001 bzw. 2002 sollte Petersen die Regie von einem Actionfilm übernehmen, in dem Superman gegen den in die Kriminalität abgedrifteten Batman antreten sollte. Kandidaten für die Rolle des Batman waren Christian Bale, der später in Christopher Nolans Batman Begins (2005) die Rolle mimte, sowie Colin Farrell und James Franco. Als potentielle Superman-Darsteller wurden Jude Law, Tom Cruise, Paul Walker und Josh Hartnett gehandelt. Batman vs. Superman sollte auf Basis eines Drehbuchs von Andrew Kevin Walker und Akiva Goldsman realisiert werden, doch der deutsche Regisseur verließ das Projekt, um an seinem Historienepos Troja zu arbeiten, das 2004 in die Kinos kam.

### Verpflichtung von Bryan Singer
2004 stand kurzzeitig erneut in Aussicht, dass McG die Regie für das Projekt übernehmen würde. Erneut legte der Filmemacher aber wegen kreativer Differenzen und Budgetproblemen die Arbeit nieder. McG hatte sich u. a. nicht damit anfreunden können, dass Warner Bros. die Dreharbeiten von New York nach Australien verlegt hatte. Mit der Verpflichtung des US-Amerikaners Bryan Singer im gleichen Jahr nahm Superman Returns endlich Gestalt an. J. J. Abrams’ Drehbuch wurde verworfen, und Singer setzte sich für die Autoren Dan Harris und Michael Dougherty sowie für Kameramann Newton Thomas Sigel ein, mit denen er an den Verfilmungen der Comicserie X-Men gearbeitet und X-Men (2000) und X-Men 2 (2003) auf die Leinwand gebracht hatte. Harris und Dougherty orientierten sich bei ihrem Drehbuch an der klassischen Comicreihe sowie deren Charakteren. Außerdem fand eine Einigung mit den Produzenten der Fernsehserie Smallville statt, die verschiedenen Versionen der Superman-Geschichte nicht zu weit auseinander laufen zu lassen. Die Serie kann somit neben den ersten beiden Kinofilmen als Quasi-Vorgeschichte zu Superman Returns verstanden werden.

#### Besetzung

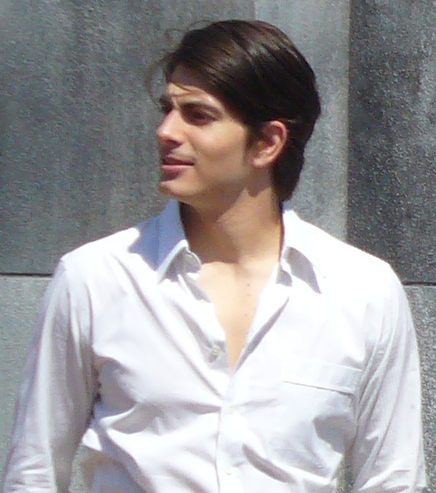
Brandon Routh

Ende Oktober 2004 wurde offiziell bekannt, dass der US-Seriendarsteller Brandon Routh in dem geplanten Kinofilm Superman Returns die Nachfolge von Christopher Reeve († 2004) als Superman antreten würde. Routh hatte bei Regisseur McG für die Rolle des Superman vorgesprochen. Als sich McG aus dem Projekt zurückzog und Bryan Singer verpflichtet wurde, kontaktierte dieser Routh, der den unbekannten Schauspieler wegen seiner Abstammung aus dem mittleren Westen der USA für die Rolle favorisierte. Im Film trägt er ein an die klassischen Kostüme der Comicserie angelegtes Outfit, mit einem neu angelegten dreidimensionalen S-Symbol und eine neuartige S-förmige Gürtelschnalle.
Kritisch kommentiert wurde die Verpflichtung von der weltweiten Comic-Fangemeinde, die Brandon Routh als zu jung und unmuskulös ansah. James Caviezel, der selbst großes Interesse daran hatte, Superman zu spielen, wurde von Bryan Singer abgelehnt, da er nach seinem Mitwirken in Mel Gibsons Die Passion Christi zu berühmt und wiedererkennbar wäre, so der Regisseur. Der Fernsehdarsteller des Superman in der Fernsehserie Smallville, Tom Welling, hatte bereits im Vorfeld ein Mitwirken in dem Film abgelehnt. Für die Rolle von Lois Lane konnte sich Kate Bosworth gegen Mischa Barton, Elisha Cuthbert, Claire Danes, Keira Knightley und Keri Russell durchsetzen. Für den Part von Supermans Erzfeind Lex Luthor konnte sich der zweifache Oscar-Preisträger Kevin Spacey empfehlen. Keiner der drei Hauptdarsteller hatte vor seiner Vertragsunterzeichnung das Drehbuch gelesen.
Zunächst sollte als Gegner auch General Zod auftauchen. Singer war allerdings nur bereit, die Rolle ins Drehbuch aufzunehmen, wenn der britische Schauspieler Jude Law eingewilligt hätte, die Figur zu verkörpern. Nachdem Law aber mehrfach abgelehnt hatte, wurde die Rolle im Drehbuch nicht berücksichtigt. Auch für den Part des Jimmy Olsen fand ein umfangreiches Casting statt, so hatten Eric Christian Olsen, Topher Grace und Shawn Ashmore Interesse daran, schließlich ging sie jedoch an Sam Huntington. Im Film ist auch Marlon Brando († 2004) als Supermans Vater Jor-El zu sehen, er hatte diese Rolle im ersten Superman-Film von 1978 verkörpert. Um den inzwischen verstorbenen Schauspieler digital wieder zum Leben zu erwecken, wurde Archivmaterial benutzt, das von Richard Donner einst für Superman II – Allein gegen alle angefertigt worden war. Mithilfe einer speziellen Computertechnik wurde aus diesen Aufnahmen eine Computermaske erschaffen, der man mithilfe der „Performance Capture“-Technik nun jedes Wort in den Mund legen konnte. Die DVD von Superman Returns beinhaltet eine Sonderdokumentation über dieses Unterfangen. Da sich das Gemächt von Brandon Routh zu deutlich unter der engen Kleidung abzeichnete, wurde dieses nachträglich digital verkleinert, ähnlich, wie es bereits bei der Oberweite von Lindsay Lohan in Herbie: Fully Loaded geschah.
Noel Neill, die in den 1940er- und 1950er-Jahren die Rolle der Lois Lane in Filmen und der Fernsehserie mit George Reeves gespielt hatte, hat am Filmanfang einen Gastauftritt als Gertrude Vanderworth. Jack Larson, der in der Fernsehserie mit Reeves den Reporter Jimmy Olsen gespielt hatte, hat einen weiteren Gastauftritt als Barmann, der Clark und Jimmy bedient.

#### Produktionskosten

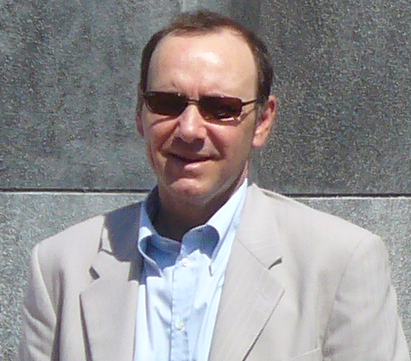
Kevin Spacey

Trotz anhaltender Unstimmigkeiten galt Superman Returns bis 2009 als der drittteuerste Film, der jemals gedreht wurde. Nach allgemeiner Schätzung beliefen sich die Produktionskosten des Films auf 260 bis 270 Mio. US-Dollar, was nach aktuellem Kurs 171 bis 178 Mio. Euro entspricht. Variety veröffentlichte einen Artikel, in dem diese Budgethöhe angezweifelt wurde, mit der Begründung, mindestens 40 Mio. US-Dollar dieses Preises seien eigentlich für unveröffentlichte Superman-Filmprojekte benutzt worden und dürften daher nicht mitgezählt werden. Superman Returns habe eigentlich 209 Mio. US-Dollar (138 Mio. Euro) gekostet und sei damit sogar billiger als X-Men: Der letzte Widerstand (mit 210 Mio. US-Dollar ebenfalls 2006 realisiert). Seit von Bryan Singer in einem Interview eine ähnlich hohe Summe genannt wurde, gilt diese Annahme als bestätigt. Mit der Veröffentlichung von Sam Raimis Spider-Man 3 im Mai 2007 ging der Titel des „teuersten Films“ indes auf letztgenannten über (Budget: 258 Mio. US-Dollar).
Die hohen Kosten entstanden hauptsächlich – wie üblich in diesem Genre – durch die Vielzahl von CGI-Szenen. Diese sind jedoch entgegen allgemeinen Annahmen nicht hauptsächlich solche, die Superman beim Fliegen und „in Aktion“ zeigen, sondern vielmehr die, für die großflächige Kulissen digital erstellt wurden. Am Beispiel von Lex Luthors Yacht wird dies deutlich: Tatsächlich gebaut wurde nur ein Teil der Außenterrasse, der komplette Rest des riesigen Schiffs, den der Zuschauer in den Gesamtansichten zu Gesicht bekommt, wurde am Computer animiert. Ferner scheiterte Bryan Singers Wunsch, das dreidimensionale Logo des Daily Planet auf dem Dach des Verlagshauses in Realgröße nachzubauen. Die schon durch die Comichefte bekannte von innen beleuchtete Kugel wurde daher ebenfalls künstlich erzeugt.

#### Dreharbeiten

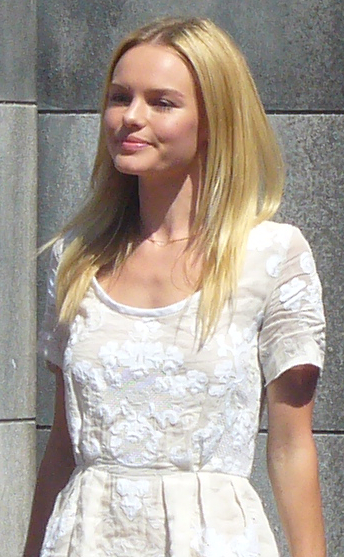
Kate Bosworth

Die Dreharbeiten für Superman Returns begannen am 16. März 2005 in Australien. Hauptdarsteller Brandon Routh hatte sich, um in der Rolle des Superman authentischer zu wirken, u. a. zehn Kilogramm Muskelmasse antrainiert. Gedreht wurde in den Fox Studios in Sydney, in Newcastle und auf einer Farm in der Nähe von Tamworth, die zuvor in einem Tonstudio errichtet worden war. Während der Dreharbeiten gab Bryan Singer durch Videotagebücher bereitwillig beim Internetdienst BlueTightes.net Auskunft über die Arbeit vor und hinter der Kamera. So wurde für Superman Returns die digitale Kinokamera Panavision Genesis HD Kamera verwendet und auf HDCAM aufgezeichnet. Die Genesis wurde von Panavision und Sony entwickelt. Durch einen Sony-Hochleistungschip werden die Funktionen heutiger Kameras ins digitale Zeitalter übertragen. Die Verwendung der in Hollywood beliebten 35-mm-Kameralinsen von Panavision ist bei der neuen Kamera gewährleistet. Etwa 20 Minuten des Films existieren ferner in IMAX 3D. Dabei sind erstmals bei einem „Hollywood-live-action-Film“ Szenen mit dreidimensionalem Bild zu sehen. Der Film wurde gleichzeitig in normalen Kinos und in IMAX-3D-Kinos veröffentlicht. Dabei betrugen die Einnahmen in 92 US-amerikanischen IMAX-3D-Kinos 22,7 Millionen und über 7,5 Millionen US-Dollar in 36 IMAX-3D-Kinos weltweit. Für die Filmmusik zeigt sich der US-amerikanische Filmkomponist John Ottman verantwortlich, der bei Superman Returns auch für den Schnitt zuständig ist. Ottman orientierte sich dabei an der Filmmusik, die John Williams 1978 für den ersten Kinofilm komponiert hatte und deren Hauptthema heute weltberühmt ist.

## Rezeption

### Kinostart
Noch vor seiner Veröffentlichung galt Superman Returns als eine der wichtigsten Produktionen des Kinojahrs 2006. Einen ersten Einblick in seinen Film gab Bryan Singer im Juli 2005 mit einem fünfminütigen Clip bei der „Comic-Con“ in San Diego. Über sechstausend Zuschauer feierten die Vorschau mit „Standing Ovations“, und der Filmclip wurde ein zweites Mal abgespielt. Ebenso Zustimmung gab es von der Ehefrau des verstorbenen Superman-Darstellers Christopher Reeve, Dana Reeve, die 2005 während eines Auftritts in einer US-amerikanischen Talkshow ein Pressefoto von Brandon Routh zu Gesicht bekam. Die teure Produktion feierte am 21. Juni 2006 in Los Angeles ihre Weltpremiere, nachdem der Film bereits am 8. Juni der Presse vorgestellt worden war.
Der US-amerikanische Kinostart war eine Woche später, am 28. Juni 2006. Der Film, der im Vorfeld eine PG-13-Einstufung erhielt, die empfiehlt, Superman Returns erst Jugendlichen ab 13 Jahren zugänglich zu machen, erklomm nach dem Eröffnungswochenende mit einem Einspielergebnis von 52 Mio. US-Dollar (41 Mio. Euro) auf Anhieb Platz 1 der US-amerikanischen Kinocharts. Damit erklomm der Film den achten Platz in der ewigen Bestenliste der Eröffnungseinnahmen. Einen ähnlichen Erfolg erzielte Christopher Nolans Batman Begins ein Jahr zuvor mit 46,9 Mio. US-Dollar nach dem Eröffnungswochenende. Nach Ende der Feierlichkeiten zum 4. Juli, dem US-amerikanischen Unabhängigkeitstag, wurde mit einem Gewinn von 100 Mio. US-Dollar (78,1 Mio. Euro) gerechnet. In den Kinos in Deutschland und in der deutschsprachigen Schweiz war der Film am 17. August 2006 zu sehen, in Österreich am 18. August 2006. Die Einnahmen betrugen weltweit über 391 Mio. US-Dollar, davon wurden 200 Mio. in den Vereinigten Staaten erzielt.
Der US-amerikanische Comicverlag DC Comics gab zudem während des Monats Juni 2006 vier vierzigseitige Comichefte heraus, die eine Brücke zwischen der Handlung von Superman II – Allein gegen alle (1980) und Superman Returns schlagen.
Mit dem Kinostart einhergehend war die Veröffentlichung eines gleichnamigen Computerspiels geplant. Es verzögerte sich jedoch und wurde am 20. November 2006 veröffentlicht. Die Stimmen von Brandon Routh und Kate Bosworth sind darin zu hören. In den USA wurde die DVD Superman Returns am 28. November 2006 veröffentlicht. Deutschsprachige DVDs sind ebenfalls seit dem 15. Dezember 2006 als Zweierset erhältlich. Diese „2-Disc Edition“ enthält ein dreistündiges umfangreiches „Making of“, gelöschte Szenen, ein Easter Egg, aber keine Kommentarspuren.
Warner veröffentlichte im November 2006 des Weiteren eine „Ultimate Edition“ mit den Filmen Superman 1–4 auf insgesamt 14 DVDs. Die Box enthält neben Special-Editions zu den Filmen Superman 1–4 noch die 2-Disc-Edition von Superman Returns, die Bonus-Disc Look up in the Sky sowie eine weitere Bonus-Disc. Die Special-Editions zu den vier Superman-Filmen mit Christopher Reeve sind auch einzeln auf DVD erhältlich.
Um den Verkäufen illegaler Kopien vorzubeugen, entschied Warner Bros., die Original-DVD Superman Returns in 8.000 chinesischen Geschäften bereits zwei Monate früher als weltweit angekündigt zum Verkauf anzubieten. Jedes Original-Exemplar kostete den sehr geringen Preis von nur 2 US-Dollar (1,5 Euro), um möglichst viele Käufer zu finden, die im Gegenzug möglicherweise vom Bezug einer Schwarzkopie absehen würden.

### Fortsetzung
Ursprünglich war für 2009 eine Fortsetzung des Films geplant. Der Beginn der Filmarbeiten wurde erst verschoben, da Regisseur Bryan Singer die Arbeit an Operation Walküre – Das Stauffenberg-Attentat vorzog. Dann verließen die Autoren Michael Dougherty und Dan Harris das Projekt. Als Warner Bros. schließlich das gesamte Franchise neu verfilmen wollte, sprang Bryan Singer ganz ab. Im Juni 2013 kam schließlich die Neuverfilmung Man of Steel in die Kinos, entstanden unter der Regie von Zack Snyder und der Produktion von Christopher Nolan. Henry Cavill beerbte Routh als Rolle des Superhelden und Amy Adams erhielt die Rolle der Lois Lane.

## Kritik
„Die besten Hollywood-Filme wussten immer, wie man einen verführerischen Subtext in einer massentauglichen Geschichte einschmuggeln konnte. Superman Returns verfolgt diese große Tradition. Darum ist er mehr als super. Er ist hervorragend.“

„Superman Returns ist die pompös inszenierte Rückkehr des Helden im hautengen Anzug, die zwar mit Spezialeffekten überzeugt, leider aber große Schwächen hat, welche ein herrlicher Bösewicht alleine auch nicht kaschieren kann. [Der Film] hat nicht nur mit Überlänge, sondern auch mit einer Story zu kämpfen, die knapp einer TV-Episode gerecht wird.“

„Die arg konstruierte Fortsetzung des ausgereizten Superhelden-Stoffs wäre gänzlich belanglos, würden nicht der talentierte Regisseur, einige brillant ausgefüllte Nebenrollen sowie diverse visuelle Schauwerte nachhaltig gegen die Langeweile ankämpfen.“

Die Meinungen der Presse über Superman Returns sind grundverschieden. Neben Einschätzungen als „größte Story aller Zeiten“ (Maxim), die „großartig konzipiert und sensibel gezeichnet“ sei (Variety), wird der Film auch als „überflüssigster Film aller Zeiten“ (Berliner Zeitung) definiert. Auch wird allgemein die überdurchschnittliche Länge von 154 Minuten sowie die Besetzung der Hauptrollen bemängelt. Lediglich Kevin Spaceys Darstellung des Bösewichts wurde stets als positiv angesehen.
Neben sehr positiven Bewertungen, wie man sie beispielsweise in The Hollywood Reporter lesen konnte („Dieser Superman, der seiner Tätigkeit Poesie einflößt, erhebt sich als Liebesgeschichte gefüllt mit epischer Sehnsucht, hintertriebenem Verlangen und atemlosen Bildern“), wurden auch Artikel veröffentlicht, die den Film sehr kritisch beleuchten.
Jürgen Armbruster, Redakteur der Internetseite „filmstarts.de“, kritisierte an Superman Returns, dass der gewählte Ansatz nicht funktioniere. Der Film sei mitunter „zäh wie Gummi“, da nicht viele neue, frische Ideen entwickelt wurden, sondern er eigentlich eine durchgängige Hommage an die Richard-Donner-Filme darstelle. Außerdem sei die Geschichte stark übertrieben und Kate Bosworth fehlbesetzt.

### Superman
Auch wenn Brandon Routh als neuer Superman von Seiten der Presse nicht so viel Lob bekam wie seinerzeit Tobey Maguire als Spider-Man, wurde der junge US-Amerikaner aber weitestgehend als sympathisch und überzeugend bewertet. Newsweek ließ verlauten, Routh würde Superman mit „gewinnender Stärke“ verkörpern und sei „weniger ein Mann aus Stahl als ein Mann der Herzen“.
Einige Probleme lagen offensichtlich in der Figur Superman selbst, deren Präsentation wiederholt als Jesus-Imitation interpretiert wurde, wie es folgendes Zitat veranschaulicht: „Die Orchesterklänge und Chöre […] sollen Superman wohl etwas Göttliches verleihen, lassen den Film aber nur in Richtung eines religiösen Erlöserpathos abgleiten.“ (Kleine Zeitung, siehe auch Die Welt)

### Lois Lane
Insbesondere Kate Bosworth musste viel negative Kritik einstecken, einerseits aufgrund fragwürdiger schauspielerischer Qualitäten („Kate Bosworth versprüht soviel Charme wie eine […] Bäckereiaushilfskraft kurz vor Ladenschluss.“) sowie wegen des generell schlecht durchdachten Parts der Lois Lane in Superman Returns. Simon Staake („filmszene.de“) schreibt dazu: „Wie befürchtet schafft es Kate Bosworth nicht, den Charakter der Lois Lane überzeugend darzustellen. Was nicht unbedingt an ihren Fähigkeiten liegt, sondern den Fehlkalkulationen der Macher beim Casting und Drehbuch. Bosworth ist 23, sieht noch mal drei Jahre jünger aus und spielt einen Charakter, der Kontinuität und Handlung nach mindestens 30 sein müsste.“ Diesen Meinungen stehen jedoch auch einige überaus positive entgegen, wie etwa: „Kate Bosworth versteht es, die Verrissenheit zwischen ihrer Liebe zu Superman auf der einen und Mann und Kind auf der anderen Seite weit über das für eine Comicverfilmung übliche Maß hinaus auszufüllen.“ („celluloid-dreams.de“)

## Auszeichnungen
Ebenso wie die übrigen kommerziellen Comic-Verfilmungen der vergangenen Jahre blieb Superman Returns von den Preisen der wichtigen US-amerikanischen Filmkritikervereinigungen wie dem New York Film Critics Circle oder der Los Angeles Film Critics Association unberücksichtigt, die seinerzeit die Dramen Flug 93 und Letters from Iwo Jima der renommierteren Regisseure Paul Greengrass beziehungsweise Clint Eastwood als beste Filme des Jahres auszeichneten. Hingegen nicht ignoriert wurde die Leistung der Superman-Returns-Filmcrew im technischen Sektor, die in Nominierungen bei der Oscarverleihung 2007 und den British Academy Film Awards 2007 gipfelten, jeweils in der Kategorie Beste visuelle Effekte. Dort hatte der Film jeweils gegenüber dem finanziell erfolgreicheren Pirates of the Caribbean – Fluch der Karibik 2 von Gore Verbinski das Nachsehen. Bei den Visual Effects Society Awards 2007 unterlag Bryan Singers Film Martin Campbells James-Bond-Abenteuer Casino Royale.
Weitere Nominierungen erhielt Superman Returns 2006 bei den Teen Choice Awards, die sich ähnlich wie die MTV Movie Awards mit ihren Preisen an dem Filmgeschmack der Jugendkultur orientieren und unter anderem Hauptdarsteller Brandon Routh und Kate Bosworth als bestes Leinwandpaar nominierten. Bei der Verleihung des Saturn Awards 2007, der die besten Produktionen aus den Filmgenres Science-Fiction, Fantasy und Horror prämiert, erhielt Superman Returns zehn Nominierungen, während in Deutschland die Filmbewertungsstelle Wiesbaden im Juli 2006 den Kinofilm als „Besonders wertvoll“ einstufte.

### Oscar, BAFTA- und Empire Award
| Festival                   | Nominierungen          | Prämierung                          | Land           | Jahr |
| Oscar                      | Beste visuelle Effekte |                                     | USA            | 2007 |
| British Academy Film Award | Beste visuelle Effekte |                                     | Großbritannien | 2007 |
| Empire Award               |                        | Beste Neuentdeckung (Brandon Routh) | Großbritannien | 2007 |

### Weitere
| Festival                      | Nominierungen | Land | Jahr | Person                                                                                    |
| ----------------------------- | --- | ---- | ---- | ----------------------------------------------------------------------------------------- |
| Art Direction Guild           | Bestes Produktionsdesign – Fantasyfilm | USA  | 2007 |                                                                                           |
| Goldene Himbeere              | Schlechteste Nebendarstellerin | USA  | 2007 | Kate Bosworth                                                                             |
| Saturn Award                  | Bester Fantasyfilm Beste Regie Bester Hauptdarsteller Beste Hauptdarstellerin Bester Nebendarsteller Bester Nachwuchsschauspieler Bestes Drehbuch Beste Filmmusik Beste Spezialeffekte | USA  | 2007 | Brandon Routh Kate Bosworth James Marsden Tristan Lake Leabu                              |
| Teen Choice Award             | Bester Film – Action-Abenteuer Bester Sommerfilm – Drama oder Action-Abenteuer Bester Nachwuchsdarsteller Bester Leinwandwiderling Bestes Leinwandpaar Bester Filmkampf                | USA  | 2006 | Brandon Routh Kevin Spacey Kate Bosworth & Brandon Routh Superman & abstürzendes Flugzeug |
| Visual Effects Society Awards | Beste Spezialeffekte – Film | USA  | 2007 |                                                                                           |

## Synchronisation
Die deutschsprachige Synchronisation entstand bei der Interopa Film Berlin nach einem Dialogbuch von Klaus Bickert unter der Dialogregie von Stefan Fredrich.
| Rolle                 | Darsteller/in   | Deutsche Synchronstimme |
| Clark Kent / Superman | Brandon Routh   | Norman Matt             |
| Lois Lane             | Kate Bosworth   | Ranja Bonalana          |
| Lex Luthor            | Kevin Spacey    | Till Hagen              |
| Richard White         | James Marsden   | Matthias Hinze          |
| Kitty Kowalski        | Parker Posey    | Christin Marquitan      |
| Perry White           | Frank Langella  | Otto Mellies            |
| Jimmy Olsen           | Sam Huntington  | Ozan Ünal               |
| Martha Kent           | Eva Marie Saint | Regine Albrecht         |
| Jor-El                | Marlon Brando   | Christian Schult        |

## Soundtrack
Im gleichen Jahr wie der Film erschien auch das Soundtrack-Album mit 15 Titeln, welches von John Ottman produziert und am 27. Juni 2006 veröffentlicht wurde. Der Eröffnungssong stammt von John Williams aus dem Jahr 1978. Das Album wurde ca. 2,2 Millionen Mal verkauft und kam in den Billboard Top 200 auf den vierten Platz.
1. Main Titles (3:49)
2. Memories (3:07)
3. Rough Flight (5:13)
4. Little Secrets/Power of the Sun (2:49)
5. Bank Job (2:21)
6. How Could You Leave Us? (5:49)
7. Tell Me Everything (3:13)
8. You’re Not One of Them (2:22)
9. Not Like the Train Set (5:12)
10. So Long Superman (5:31)
11. The People You Care For (3:27)
12. I Wanted You to Know (2:56)
13. Saving the World (3:12)
14. In the Hands of Mortals (2:11)
15. Reprise/Fly Away (4:15)

### Primärliteratur
- Pasko, Martin; Siegel, Jerry; Shuster, Joe: Superman Returns: Film-Adaption. New York, N.Y.: DC Comics, 2006 (deutsch bei Panini Comics)
- Singer, Bryan; Dougherty, Michael; Harris, Dan: The Shooting Script. London: Titan, 2006 → ISBN 1-84576-332-7
- Singer, Bryan; Dougherty, Michael; Harris, Dan: Superman Returns: The Complete Shooting Script. London: Titan, 2006

### Sekundärliteratur
- Harper, Benjamin: Superman Returns: The Movie Storybook. Des Moines, IA: Meredith Books, 2006 → ISBN 0-696-22901-3
- Palmiotti, Jimmy; Olivetti, Ariel; Heiß, Christian u. a.: Superman Returns: Verschollen. Nettetal-Kaldenkirchen: Panini Verlag, 2006 → ISBN 3-86607-252-X (vier Vorgeschichten zum Film: Von Krypton zur Erde, Ma Kent, Lex Luthor, Lois Lane)
- Siegel, Jerry; Shuster, Joe: Superman Returns: The Movie and Other Tales of the Man of Steel. N.Y.: DC Comics, 2006 → ISBN 1-4012-0950-5
- Superman Returns: The Official Movie Guide. N.Y.: Time Home Entertainment, 2006 → ISBN 1-933405-34-1
- Sudduth, Brent H.; Leon, John Paul; Edwards, Tommy Lee: Be a Hero. Des Moines, IA: Meredith Books, 2006 → ISBN 0-696-22904-8
- Sudduth, Brent H.; Siegel, Jerry; Shuster, Joe: I Am Superman. Des Moines, IA: Meredith Children’s Books, 2006 → ISBN 0-696-22905-6
- Wallace, Daniel: Superman Returns: The Visual Guide. London [u. a.]: DK, 2006 → ISBN 0-7566-2066-X
- Wallace, Daniel: The Art of Superman Returns. San Francisco, Kalifornien: Chronicle Books, 2006 → ISBN 0-8118-5344-6